# توماس س. ويلر
توماس س. ويلر (بالإنجليزية: Thomas C. Wheeler)‏ هو قاضي أمريكي، ولد في 18 مارس 1948 في شيكاغو في الولايات المتحدة.